# Yang Wenguang
Yang Wenguang (楊文廣) (mort en 1074) est un général de l'ancienne dynastie des Chansons Nordiques en Chine.
Historiquement, Yang Wenguang est le fils de Yang Yanzhao. Dans les légendes populaires des généraux de la famille Yang, cependant, il est présenté comme le petit-fils de Yang Yanzhao.

## Biographie
En 1044, Fan Zhongyan est envoyé dans la zone du Shaanxi et y rencontre Yang Wenguang. Impressionné, il prend le jeune Yang comme subordonné. En 1052, Yang Wenguang suit Di Qing dans l'expédition du Guangxi et contribue à la défaite de la rébellion de Nong Zhigao. Il est ensuite promu par l'Empereur Yingzong Chanson. Plus tard, il bâtit plusieurs forts dans la province du Shaanxi et résiste avec succès à plusieurs tentatives d'invasion des Xia. Pendant le règne de l'Empereur Shenzong Chanson, il était installé à Dingzhou. Il apporte à l'empereur sa stratégie pour récupérer les territoires perdus au détriment des Khitans, peu de temps avant sa mort sur la frontière.

## Dans la fiction
Dans la fiction, Yang Wenguang est le fils de Yang Zongbao et Mu Guiying.